# Mezia russellii
Mezia russellii är en tvåhjärtbladig växtart som beskrevs av W.R.Anderson. Mezia russellii ingår i släktet Mezia och familjen Malpighiaceae. Inga underarter finns listade i Catalogue of Life.